# Alfredo Marangolo
Alfredo Adolfo Marangolo (Messina, 5 febbraio 1873 – ...) è stato un dirigente sportivo e calciatore italiano, di ruolo portiere.

## Biografia
Alfredo Marangolo, conosciuto anche come Adolfo Marangolo, nacque a Messina nel 1873 da una famiglia di imprenditori dediti alla lavorazione dei limoni. Era figlio di Giovanni Marangolo (1840-1908) e Grazia Ainis; il nonno paterno, Francesco Marangolo (1806-1891), fondatore dell'azienda di famiglia, nel corso del XIX secolo, aveva gestito a Messina una attività commerciale ubicata sulla centralissima strada del Corso, l'attuale corso Garibaldi.
Marangolo perse il padre e quasi tutti i suoi fratelli e le sue sorelle nella catastrofe tettonica di Messina del 1908, compreso il fratello Gaetano Marangolo (1869-1908) che fu il primo portiere della prima squadra cittadina, il Messina football club, a partire dal 1900; oltre ad Alfredo Adolfo, scamparono alla morte solo i fratelli Guido e Carlo.
Nel 1911 Marangolo sposò Emma Maria Antonietta Falkenburg, dalla quale ebbe 2 figli. Fu altresì Cavaliere dell'Ordine di San Gregorio Magno e Console di Romania.
Non si conosce la data di morte.

## Carriera
Dopo un periodo di studio all'Eton College di Londra con l'amico Ignazio Majo Pagano, durante il quale aveva scoperto il neonato gioco del football, tornò in Sicilia nei primi giorni di agosto del 1900, portando con sé alcuni manuali con le regole del gioco, un pallone di cuoio, alcune scarpe, una divisa da arbitro i cappelli e diverse casacche da gioco bianco-blu del college inglese .
Il 1º dicembre 1900 fu tra i fondatori, insieme con altri dieci soci (per la maggior parte inglesi), del Messina Football Club, divenendone consigliere.
La prima partita ufficiale del Messina fu disputata il 18 aprile 1901 in casa del Palermo e persa per 3-2, questa fu organizzata da Marangolo e da Ignazio Majo Pagano. Questa gara è da considerarsi il primo derby assoluto di Sicilia. Secondo alcune fonti, lo stesso Marangolo arbitrò l'incontro; secondo altre, difese la porta del Messina.